# Hubert Brouns
Hubert Brouns est un homme politique belge (membre de CD&V), né à Hasselt le 11 décembre 1947.

## Biographie
Après une formation d'enseignant à l'école normale de Maasmechelen, il est professeur à l'Institut Technique de Saint-Jansberg à Maaseik de 1969 à 1983 puis coordinateur pédagogique de 1983 à 1991.
Hubert Brouns devient conseiller communal de Kinrooi en 1977 et est enfin bourgmestre de la ville de 1989 à 1994. Il est à nouveau élu en 2001 et en 2006.
Membre du conseil de la province de Limbourg de 1978 à 1991, il en est le président de 1985 à 1991.
Député de 1991 à 2003, Brouns est aussi membre du parlement flamand de 1992 à 1995 et de 2004 à 2007.